# Бурово (Польща)
Бурово (пол. Burowo, нім. Burow) — село в Польщі, у гміні Ґоленюв Голеньовського повіту Західнопоморського воєводства.
Населення — 116 осіб (2011).
У 1975-1998 роках село належало до Щецинського воєводства.

## Демографія
Демографічна структура станом на 31 березня 2011 року:
|          | Загалом | Допрацездатний вік | Працездатний вік | Постпрацездатний вік |
| -------- | ------- | ------------------ | ---------------- | -------------------- |
| Чоловіки | 53      | 11                 | 39               | 3                    |
| Жінки    | 63      | 16                 | 35               | 12                   |
| Разом    | 116     | 27                 | 74               | 15                   |